# Château de Castille
Le château de Castille est un château situé à Argilliers, dans le Gard en France, à côté du Pont du Gard, surnommé le « palais des mille colonnes ».

## Historique
La seigneurie d'Argilliers est devenue la baronnie de Castille en 1748. C'est en 1773 que Gabriel Joseph de Froment d'Argilliers , né à Uzès en 1747, décédé au château en 1826, a hérité de la baronnie. Cependant, il ne s'installe réellement dans le château que dix ans plus tard après avoir fait plusieurs voyages en Europe. Il fait des séjours en Angleterre en 1777 et 1783, en Italie en 1778 et 1779 où il admire les ruines de Paestum, la Villa Hadrien, à Tivoli, et les villas palladiennes en Vénétie avec leurs colonnes néoclassiques, ensuite, en Hollande et à Spa en 1779, en Suisse en 1781 et 1782. En France, il a visité la Grande-Chartreuse et fait de nombreux périples en France. Il avoue avoir le goût immodéré pour les colonnes.
En 1784, il est cité sur le tableau de la Loge des Neuf Sœurs qui avait accueilli Voltaire, et a été membre à partir de 1786 de l'Harmonie de France. Il commence à remanier le château en 1785 en lui ajoutant des tours d'angle puis une colonnade, et des balustrades. Le jardin est aménagé à partir de 1788. Il est divisé par sept allées disposées en éventail à partir du château.
Il est arrêté en 1794, et incarcéré à Uzès. Son château est pillé et sa bibliothèque est incendiée. Sa première épouse, Épiphanie du Long meurt le 25 avril 1794. Son fils, né de son premier mariage, Édouard de Froment, est tué à la bataille d'Essling, au service de Napoléon Ier, à l'âge de 19 ans.
À sa libération, il entreprend de reconstituer sa fortune. Il s'est remanié, le 16 novembre 1809, avec Herminie de Rohan-Guéméné (1785-1843), princesse de Rohan-Rochefort.
Il a commencé les travaux en entourant de colonnes de l'ordre toscan la bâtisse du IIIe siècle et les deux bâtiments symétriques des communs situés à l'entrée du parc. Dans une lettre du baron à son amie, Louise de Stolberg-Gedern, comtesse d'Albany, datée du 15 mai 1804, il écrit qu'il construit « quatre espèces de temples monoptères » et qu'il s'émerveille de ce qu'il voit : « Je  réalise chez moi ce que j'ai vu et qui m'a plu ailleurs ; chaque point de vue me présente une fabrique, un kiosque, l'ermitage ou le bassin d'eau entouré de colonnes, un puits en forme de temple ... ». Dans le labyrinthe végétal, il avait auparavant construit un cénotaphe dédiée à sa première femme et un monument constitué de trois colonnes à la mémoire de son fils. En 1806, pour commémorer la paix de Presbourg, il édifie la colonnade circulaire, les «c colonnes de l'olivier de la paix », le Kiosque, une pagode en forme de tholos surmonté de baies rappelant la tour Fénestrelle d'Uzès, la chapelle Saint-Louis en 1814. De nombreuses autres fabriques sont construites. Cette passion de la construction a duré jusqu'en 1824, avec l'érection de la pyramide-cénotaphe dédiée à la comtesse d'Albany.
Pour faire connaître son parc, le baron de Castille a fait graver des vues de son domaine en 1812, en 1820, puis en 1823.
Le château appartient à ses héritiers, d'abord à Edmond de Seguins-Cohorn de Vassieux (1809-1897), marié avec Charlotte de Froment de Castille-Rohan (1822-1895), et leurs descendants.
Le domaine est acheté en 1924 par Paul Grousset, entrepreneur en maçonnerie, par vente au tribunal des Saisies des biens de Monsieur Seguin, héritier des barons de Castille. Le château de Castille et sa colonnade antique sont classés en 1927, les deux chapelles et la tour campanile du château de Castille sont inscrits au titre des monuments historiques le 20 mars 1929, mais dès 1929, une partie des fabriques est achetée par un Américain pour la somme de 75 000 francs. Un « ouragan » a fait tomber des colonnes en 1929. Le Touring Club signale la vente des colonnades. Le 22 avril 1934, dans une lettre de Paul Grousset à Henri Floutier, architecte des Monuments historiques, il avoue qu'il n'a vu dans les fabriques qu'une carrière. Il déclare que l'État lui a interdit de démonter une colonnade qu'il avait vendu 110 000 francs, et qu'il a la possibilité de vendre les arbres du parc pour 40 000 francs, alors soit l'État se porte acquéreur pour 125 000 francs et répare les monuments classés, soit tous les monuments seront vendus avant leur ruine. Le château est  déclassé en 1935. La plupart des fabriques a disparu, pillées, effondrées ou vendues. Le parc est alors dépecé. Le puits d’amour se trouve dans le parc d’une ville américaine, la colonne funéraire a été remontée au château de Nointel dans le Val d’Oise, le tombeau de la princesse Herminie ou le péristyle d’un temple sont dans le cimetière du village.
Le domaine est acheté vers 1950 par un collectionneur et critique d'art anglais, Douglas Cooper (en) (1911-1984). Il connaissait Cocteau, Léger, Braque, Klee, Nicolas de Staël ou Picasso. Ce dernier est tombé amoureux du domaine, il a réalisé en 1962, pendant la Crise des missiles de Cuba, un dessin est gravé à la meule sur le mur de la loggia inspirée du Déjeuner sur l'herbe de Manet et de l’Enlèvement des Sabines de David. Plusieurs campagnes de restauration vont être entreprises à partir de 1962.
Le domaine est acquis en 1977 par Nicolas et Hélène de Bikhovetz qui vont s'attacher à le restaurer et à l'entretenir pendant quarante ans. Le château est mis en vente en 2016.

## Protection
Les façades et toitures des deux pavillons d'entrée et du château avec leurs colonnades, la colonnade ellipsoïdale en partie effondrée, la salle à manger avec son décor à l'antique et la galerie décorée par Picasso sont classés au titre des monuments historiques le 4 novembre 1983. L'ensemble du sol du domaine avec les fabriques, les façades et les toitures de la ferme et des chapelles sont inscrits au titre des monuments historiques le 30 juin 2006.

## Description
Le vieux château est un bâtiment rectangulaire cantonné de tours rondes. Le baron y a ajouté des colonnes. Le château est précédé de deux bâtiments entourés de colonnades.

## Galerie d'images

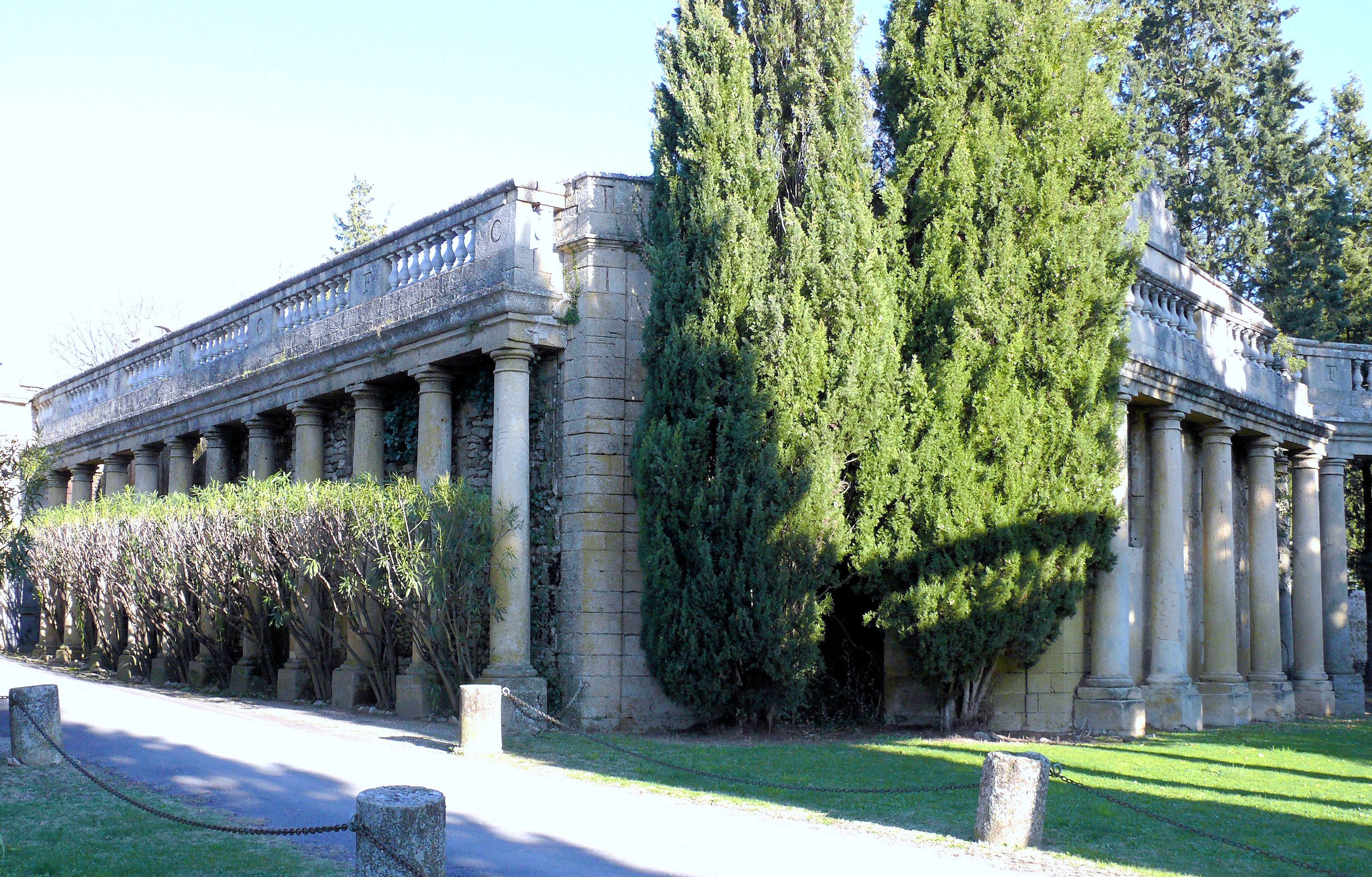
Château de Castille - Colonnade d'un bâtiment à l'entrée du château.
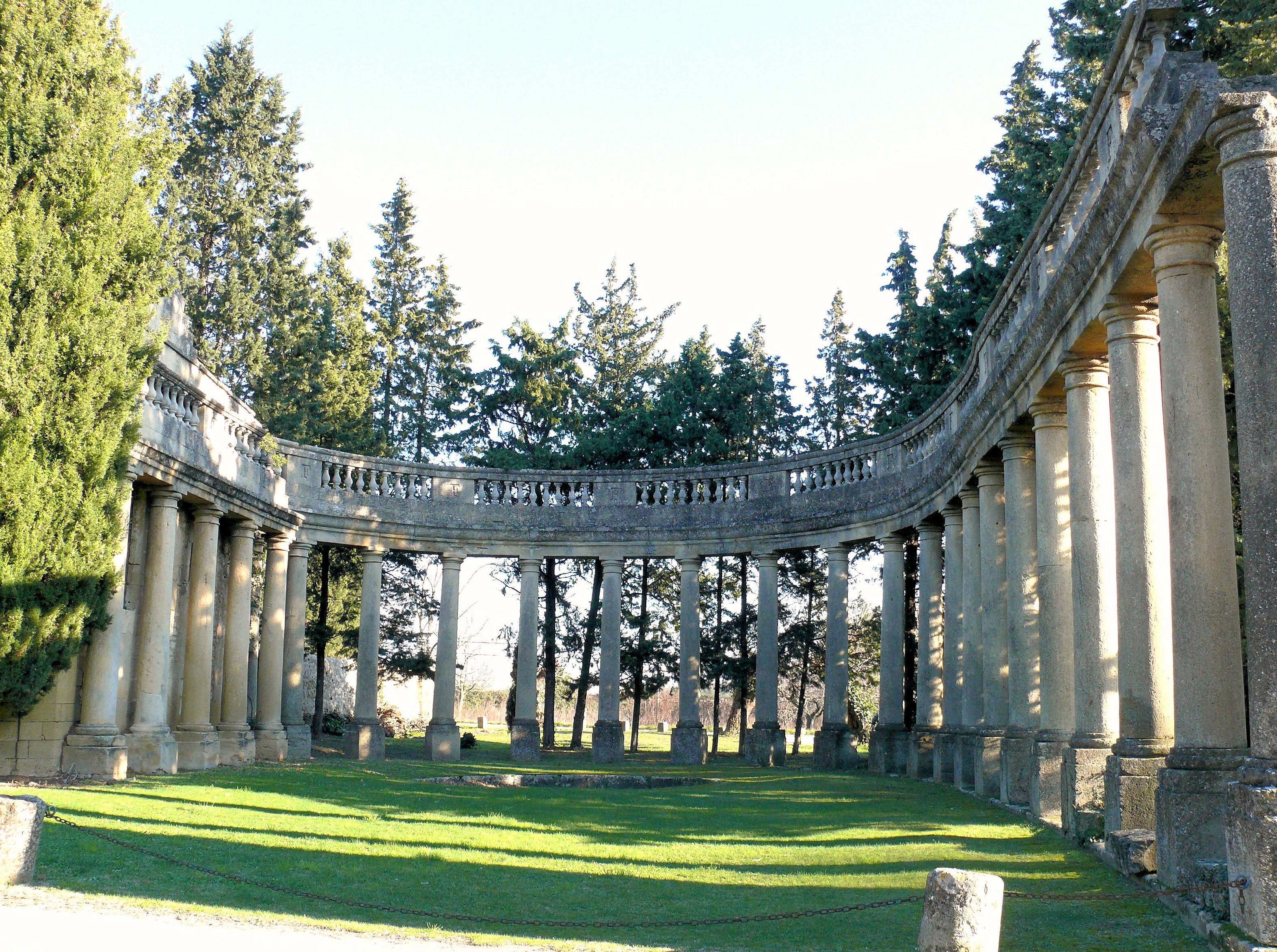
Château de Castille - Colonnade de l'entrée rappelant la place Saint-Pierre à Rome.
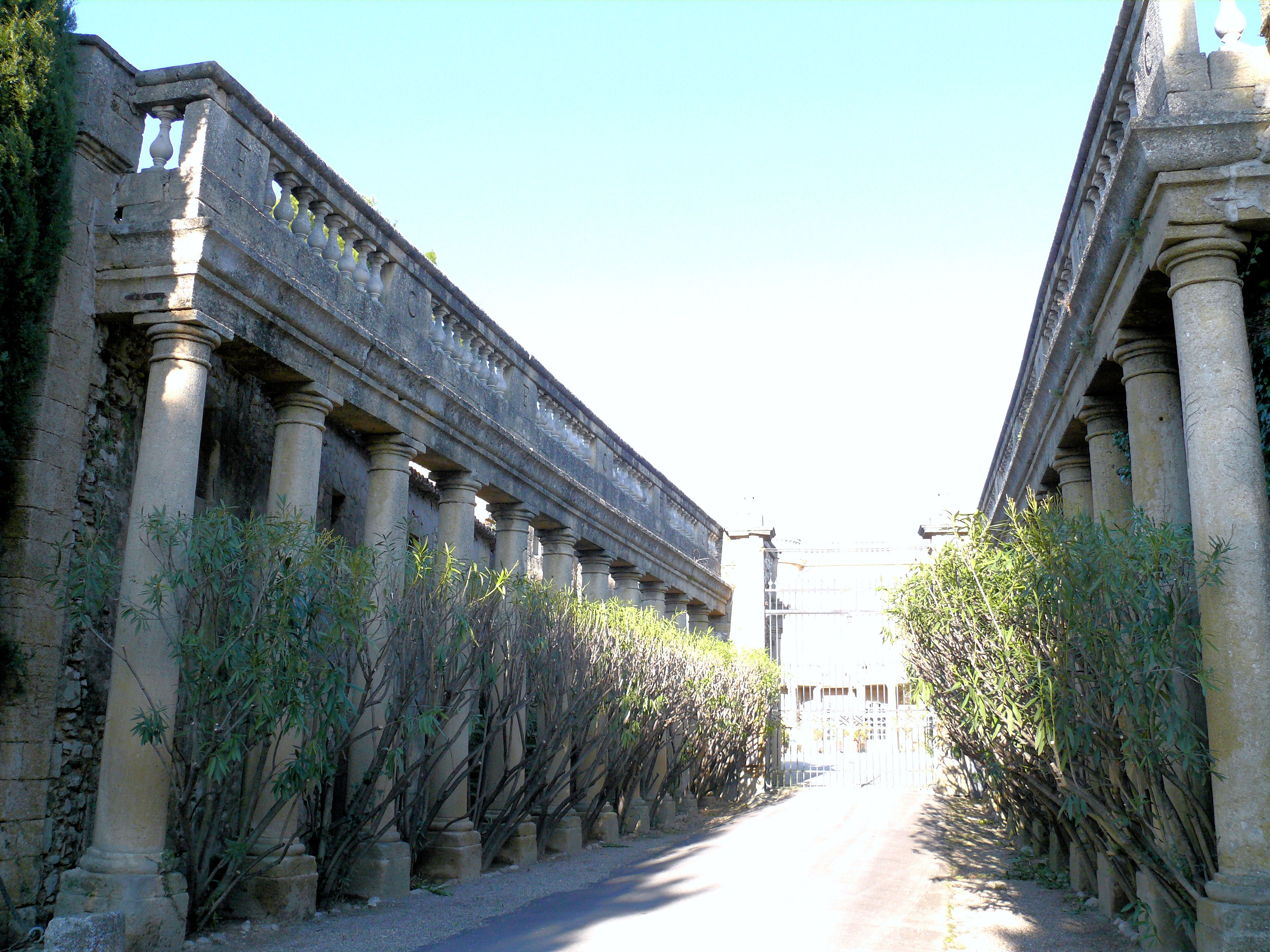
Colonnade de l'entrée du château de Castille.
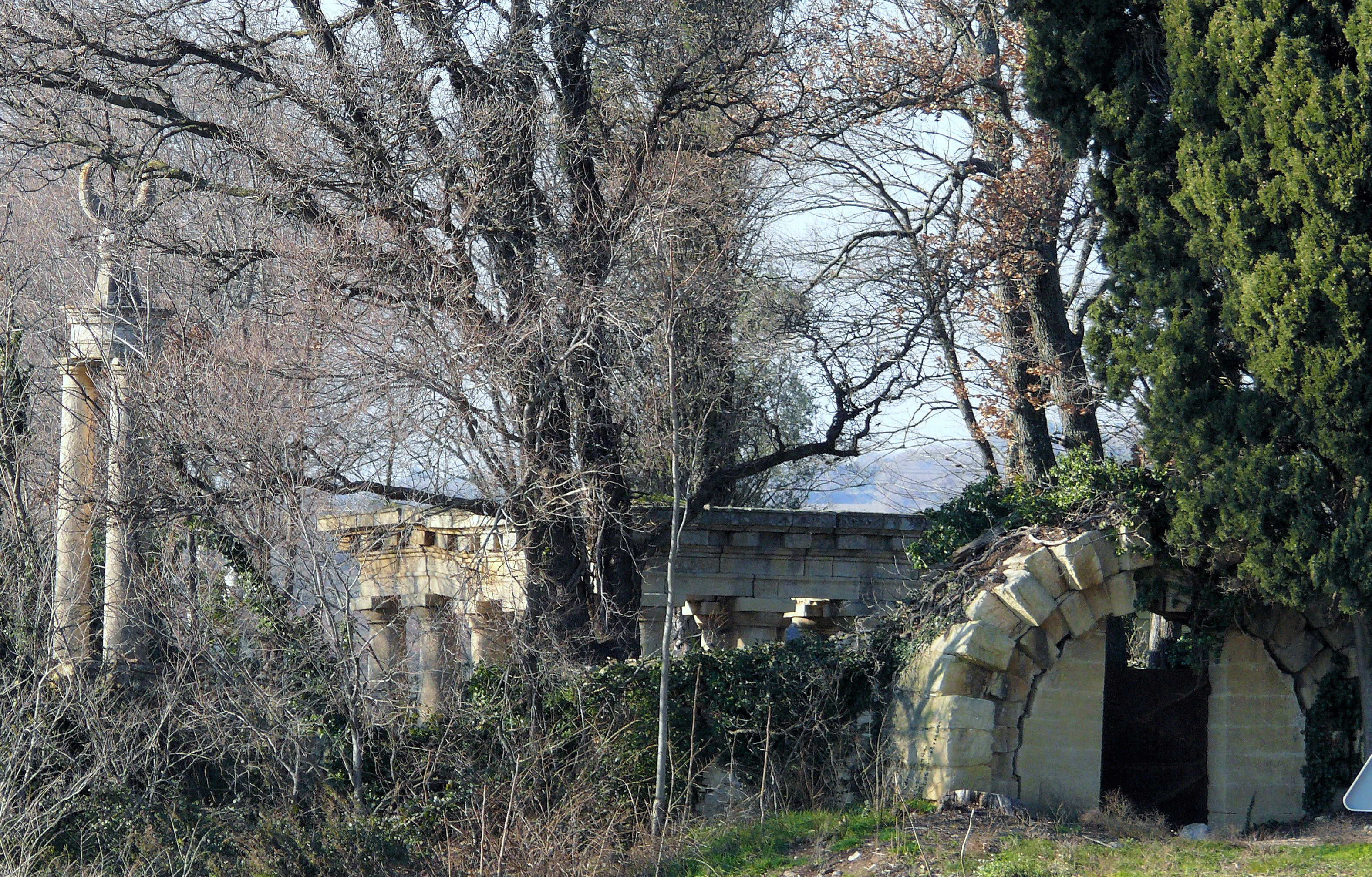
Cimetière du domaine de Castille avec le cénotaphe à la mémoire du fils aîné du baron mort à la bataille d'Essling.